# Przestrzeń zupełna w sensie Čecha
Przestrzeń zupełna w sensie Čecha (albo topologicznie zupełna) – całkowicie regularna przestrzeń topologiczna {\displaystyle (X,\tau )} która jest podzbiorem typu Gδ pewnego swego uzwarcenia T2.
Pojęcie przestrzeni topologicznie zupełnej było wprowadzone przez czeskiego matematyka Eduarda Čecha w 1937.

## Przykłady
Następujące przestrzenie są zupełne w sensie Čecha:
- prosta rzeczywista {\displaystyle \mathbb {R} } i ogólniej każda z przestrzeni euklidesowych {\displaystyle \mathbb {R} ^{n},}
- każda przestrzeń dyskretna,
- każda przestrzeń polska i ogólniej każda przestrzeń zupełna,
- każda lokalnie zwarta przestrzeń T2.

## Własności
- Całkowicie regularna przestrzeń topologiczna {\displaystyle X} jest zupełna w sensie Čecha wtedy i tylko wtedy, gdy jest ona podzbiorem typu Gδ swego uzwarcenia Čecha-Stone’a.
- Przestrzeń metryzowalna jest zupełna w sensie Čecha wtedy i tylko wtedy, gdy jest ona metryzowalna w sposób zupełny.
- Każda przestrzeń topologicznie zupełna jest przestrzenią Baire’a.
- Jeśli topologicznie zupełna przestrzeń {\displaystyle X} jest podprzestrzenią całkowicie regularnej przestrzeni {\displaystyle Y,} to {\displaystyle X} jest podzbiorem typu Gδ swego domknięcia {\displaystyle \mathrm {cl} _{Y}(X).}